# Vladek Lacina
Vladek Lacina, född den 25 juni 1949 i Prag, är en tjeckoslovakisk roddare.
Han tog OS-brons i scullerfyra i samband med de olympiska roddtävlingarna 1976 i Montréal.